# Austropeucedanum oreopansil
Austropeucedanum oreopansil là một loài thực vật có hoa trong họ Hoa tán. Loài này được (Griseb.) Mathias & Constance mô tả khoa học đầu tiên năm 1952.